# The Return of Mr. Zone 6
The Return of Mr. Zone 6 — восьма платівка американського репера Gucci Mane, що вийшла 22 травня 2011 р. За словами виконавця, реліз — вуличний альбом. Попри це його видали на мейджор-лейблі Warner Bros. Records. Сиквел мікстейпу Mr. Zone 6 (2010). Платівка посіла 18-ту сходинку Billboard 200, 2-гу Rap Albums і 8-му Top R&B/Hip-Hop Albums з результатом у 22064 проданих копій за перший тиждень.
Виконавчі продюсери: Drumma Boy, Gucci Mane. Звукорежисер, зведення: Корі Андерс. Ілюстрації: Феррі Ґув. Арт-дирекція, дизайн: Масакі Койке. Мастеринг: Тал Міллер.

## Відеокліпи
21 лютого 2011 відбулась прем'єра кліпу «Mouth Full of Golds». Пісня також з'явилися на мікстейпі Birdman Bigger Than Life.
За день до релізу The Return of Mr. Zone 6 оприлюднили відео «I Don't Love Her». Gucci Mane також зняв «24 Hours». Режисер усіх кліпів: Mr. Boomtown.

## Список пісень
| #   | Назва                                                                     | Продюсер   | Тривалість |
| --- | ------------------------------------------------------------------------- | ---------- | ---------- |
| 1.  | «24 Hours»                                                                | Drumma Boy | 4:35       |
| 2.  | «Mouth Full of Golds» (з участю Birdman)                                  | Drumma Boy | 4:10       |
| 3.  | «This Is What I Do» (з участю Waka Flocka Flame та OJ da Juiceman)        | Drumma Boy | 4:46       |
| 4.  | «Reckless» (з участю Cap та Chill Will)                                   | Drumma Boy | 4:28       |
| 5.  | «Shout Out to My Set» (з участю Wooh da Kid)                              | Southside  | 4:00       |
| 6.  | «I Don't Love Her» (з участю Rocko та Webbie)                             | Zaytoven   | 4:04       |
| 7.  | «Better Baby»                                                             | Drumma Boy | 3:32       |
| 8.  | «Brinks» (з участю Master P)                                              | Drumma Boy | 3:28       |
| 9.  | «Pretty Bitches» (з участю Wale)                                          | Drumma Boy | 4:49       |
| 10. | «Pancakes» (з участю Waka Flocka Flame та 8Ball)                          | Drumma Boy | 4:19       |
| 11. | «Hell Yeah» (з участю Slim Dunkin)                                        | Drumma Boy | 3:45       |
| 12. | «My Year»                                                                 | Drumma Boy | 3:53       |
| 13. | «Trick or Treat» (з участю Slim Dunkin, Wooh da Kid та Waka Flocka Flame) | Drumma Boy | 6:21       |